# آيت أوعزيز (آيت سعيد أوحقي)
آيت أوعزيز هو دُوَّار يقع بجماعة أغبالو، إقليم ميدلت، جهة درعة تافيلالت في المملكة المغربية. ينتمي الدوّار لمشيخة آيت سعيد أوحقي التي تضم 5 دواوير. يقدر عدد سكانه بـ 953 نسمة حسب الإحصاء الرسمي للسكان والسكنى لسنة 2004.

## وصلات خارجية
- البوابة الوطنية للجماعات الترابية
- المندوبية السامية للتخطيط